# Lars Hartman
Lars Olov Hartman, född 2 mars 1930 i Uppsala domkyrkoförsamling, Uppsala län, död 27 november 2019 i Uppsala domkyrkodistrikt, Uppsala län, var en svensk teolog. 

## Biografi
Hartman avlade filosofie kandidatexamen 1953, teologie kandidatexamen 1957, filosofisk ämbetsexamen 1959 och teologie licentiatexamen 1961. Han prästvigdes för Strängnäs stift 1957. Hartman disputerade för teologie doktorsgraden 1966 med avhandlingen Prophecy interpreted, och blev docent 1967 i Uppsala. Han var sedan gästprofessor 1968–1969 vid Harvard University. Tillbaka i Sverige blev han tillförordnad professor i Nya Testamentets exegetik vid Uppsala universitet 1971–1977 innan han blev ordinarie professor 1978. Mellan 1989 och 1995 var han forskningschef vid Svenska kyrkans då nybildade forskningssekretariat i Uppsala.
Hartman var son till Olov Hartman. Han arbetade bland annat med judisk och urkristen apokalyptik samt med textteoretiska frågor. Hartman var ledamot av Kungl. Vitterhets Historie och Antikvitets Akademien, Kungl. Vetenskapssamhället i Uppsala, Nathan Söderblom-Sällskapet  och Norske Videnskabers Selskab. Han är begravd på Uppsala gamla kyrkogård.